# Самойлов Василь Васильович
Самойлов Василь Васильович (1813, Петербург — 1887) — російський актор і художник.

## Життєпис
Належав до знаменитої акторської сім'ї Самойлових, син оперних співаків В. М. Самойлова і С. В. Чернікової-Самойлової. Сестри — відомі актриси Александринського театру: Надія Самойлова та Віра Самойлова.
Виховувався в Гірському корпусі (1829) і Лісовому інституті (1832) і був уже офіцером, коли за бажанням батька, який помітив в ньому артистичне обдарування і хороший голос, дебютував в Александринському театрі в головній партії опери Е. Н. Мегюля «Йосип прекрасний» (1834). Три роки він виконував оперні партії і водевільні ролі, після чого остаточно перейшов в драматичну трупу.
Діапазон його ролей вражає своєю різноманітністю. Ніхто, як він, не вмів подати справжнього пана з витонченими манерами і промовою. Ролі Кречинського, графа в тургеневській «Провінціалці», старого пана в п'єсі Пальма і т. ін. після Самойлова не знаходили виконавця, який хоча б був на рівні його творчості. І в той же час йому вдавалися ролі простих селян.
Ті, хто близько бачили його роботу над роллю, відгукувалися про неї як про зразкову по уважності і старанності. Отримавши роль, він перечитував п'єсу, вникаючи у всю постановку особи і відгуки про нього інших осіб п'єси. Потім він акварельними фарбами малював фігуру, яку збирався зобразити (Самойлов непогано малював і склав кілька альбомів граних ним ролей; ці альбоми після його смерті надійшли до Імператорської Публічної бібліотеки). На репетиціях він завжди намагався пробувати тон своєї гри, і найцікавіші йому сцени змушував повторювати по кілька разів.